# Anctoville-sur-Boscq
Anctoville-sur-Boscq är en kommun i departementet Manche i regionen Normandie i norra Frankrike. Kommunen ligger i kantonen Bréhal som tillhör arrondissementet Coutances. År 2022 hade Anctoville-sur-Boscq 438 invånare.

## Befolkningsutveckling
Antalet invånare i kommunen Anctoville-sur-Boscq
| Referens: INSEE |